# James Sharpe
James Emanuel Johan Willem Sharpe (Eindhoven, 9 november 1962) is een Nederlands zakenman, atleet en voormalig politicus. Van 17 juni tot 19 november 2010 was hij lid van de Tweede Kamer der Staten-Generaal namens de Partij voor de Vrijheid (PVV). Daarvoor was hij actief in de telecomindustrie en als hordeloper in de atletiek. Sharpe is van Antilliaanse komaf en studeerde financiële economie aan de Katholieke Universiteit Brabant.
Sharpes vader is Arubaan, zijn moeder Nederlandse. Hij is getrouwd met een Roemeense en heeft twee dochters uit een vorig huwelijk met een Hongaarse. Hij is woonachtig in het Roemeense Sângeorgiu de Mureş (district Mureş).

## Atletiekloopbaan
In de tijd dat Sharpe actief was in de atletieksport, behoorde hij in Nederland op de hordenummers tot de top. Driemaal werd hij Nederlands indoorkampioen, steeds op de 60 m horden. Zijn topperiode in de jaren negentig viel nagenoeg samen met die van Robin Korving, de beste hordeloper die Nederland ooit heeft gehad. Hierdoor had Sharpe veel concurrentie in eigen land.
Onbesproken was Sharpes gedrag op de atletiekbanen niet altijd. Zo ontstond er in 1991 tijdens de Nationale Pinksterwedstrijd in Hilversum ruzie tussen hem en Robert de Wit. Sharpe werd na twee valse starts weggestuurd. Na afloop pestte De Wit hem daarmee, waarna een getergde Sharpe uithaalde met zijn spikes en de tienkamper een flinke striem in het gezicht toebracht. De verhouding tussen de twee atleten, beiden lid van het Eindhovense PSV, was naar verluidt al langer verstoord, wat ook op de training te merken zou zijn.
Vervolgens wilde hij voor de Nederlandse Antillen bij de Pan-Amerikaanse Spelen van 1991 en de Olympische Spelen van 1992 uitkomen. Sharpe, management-consultant van beroep, werd door zijn werkgever 'uitgeleend' aan een bedrijf waardoor hij werd gesponsord. Gezien het feit dat er op Curaçao een kunststofbaan in aanbouw was, noemde Sharpe de Antillen "een ideaal oord om te trainen." Daarnaast zou hij lid blijven van een Nederlandse atletiekvereniging en regelmatig in Nederland terugkeren. Welke dat zou zijn, kon hij op dat moment niet zeggen, maar de manier waarop hij door het bestuur van PSV na het incident met De Wit in Hilversum ter verantwoording was geroepen, zinde hem niet, zo stelde hij.
Desondanks zou Sharpe tot 1998 lid blijven van de Eindhovense vereniging. Pas in 1998 stapte hij over naar het Amsterdamse AAC.
In 1992 nam James Sharpe inderdaad voor de Nederlandse Antillen deel aan de Olympische Spelen in Barcelona, waar hij uitkwam op de 110 m horden. Hij werd er met een tijd van 14,49 s achtste in zijn serie en was hiermee uitgeschakeld.
Met zijn beste prestatie van 13,93 op de 110 m horden, gelopen in 1995, behoorde Sharpe twintig jaar later (meetpunt december 2015) nog steeds tot de vijftien beste Nederlanders aller tijden.
Sharpe presenteerde zich aanvankelijk als Nederlands recordhouder hordelopen. Op die bewering is hij later teruggekomen. Overigens leverde hij wel degelijk recordprestaties. In 1991 verbeterde hij het Nederlandse record van Robert de Wit uit 1989 op het weinig gelopen indoornummer 50 m horden van 6,87 tot 6,82 seconde. In 1997 kwam Robin Korving vervolgens tot 6,80 seconde, waarna Sharpe op 5 februari 1999 tijdens een indoorwedstrijd in Boedapest pareerde met 6,72 seconde. Deze laatste tijd werd echter nooit als officieel record aangevraagd en is dus ook nooit als zodanig erkend.
Wel is hij officieel recordhouder van de Nederlandse Antillen op de 110 m horden, het speerwerpen en de 50 en 60 m horden indoor.

### Nederlandse kampioenschappen
Indoor
| Onderdeel   | Jaar             |
| ----------- | ---------------- |
| 60 m horden | 1991, 1995, 1996 |

### Persoonlijke records
Outdoor
| Onderdeel    | Prestatie | Datum            | Plaats    |
| ------------ | --------- | ---------------- | --------- |
| 110 m horden | 13,93 s   | 2 juli 1995      | Boedapest |
| hoogspringen | 1,95 m    | 23 juni 1995     | Veldhoven |
| speerwerpen  | 55,90 m   | 2 september 1987 | Eindhoven |

Indoor
| Onderdeel   | Prestatie | Datum           | Plaats    |
| ----------- | --------- | --------------- | --------- |
| 50 m horden | 6,72 s *  | 5 februari 1999 | Boedapest |
| 60 m horden | 7,90 s    | 28 januari 1996 | Boedapest |

* Deze tijd was beneden het Nederlandse record van 6,80 s, maar
 werd nooit als zodanig aangevraagd.

### Palmares

#### 60 m horden
- 1987: 5e NK indoor – 8,33 s
- 1989: 4e NK indoor – 8,23 s
- 1990:  NK indoor – 8,13 s
- 1991:  NK indoor – 7,99 s
- 1992: 6e NK indoor – 8,21 s
- 1994:  NK indoor – 8,11 s
- 1995:  NK indoor – 7,93 s
- 1996:  NK indoor – 7,97 s
- 1998:  NK indoor – 8,03 s
- 2001: DSQ NK indoor

#### 110 m horden
- 1986: 4e NK – 14,81 s
- 1989:  NK – 14,38 s
- 1990:  NK – 14,26 s
- 1992: 8e in serie OS - 14,49 s
- 1994:  NK – 14,38 s
- 1995:  NK – 14,06 s
- 1998:  NK – 14,14 s
- 1999:  NK – 14,05 s (-1,9 m/s)

## Zakelijke carrière
Sharpe werkte als projectmanager en directeur voor Translease International, een Hongaars bedrijf actief in de porno-industrie. Verder was Sharpe onder andere:
- Group Chief Executive Officer voor Digitania Zrt., eigendom van Telenor Ventures (2005-heden)
- Managing Partner of Global Vision Kft.
- Smart Messaging Solutions Kft and Project manager Translease International (Hongarije, Europa) (2003-2005)
- Managing Director Hongarije, CIBER Hungary Kft (Hongarije) (2001-2003)
- Business Development Directeur Translease International Ltd (Europa, Azië, Afrika) (1996-2001)
- Managing Directeur Info-Line Kft (Hongarije) (1993-1995)
- Directeur klantrelaties Antillephone NV (Curaçao, de Nederlandse Antillen) (1991-1993)

## Politieke carrière
Sharpe werd bij de Tweede Kamerverkiezingen 2010 voor de Partij voor de Vrijheid in de Tweede Kamer gekozen. Hij had 148 voorkeurstemmen gekregen.
Op 23 juni 2010 hield Sharpe een korte maidenspeech in de Tweede Kamer, over files.
Op 16 november 2010 kwam Sharpe in opspraak, toen bekend werd dat zijn toenmalige bedrijf in Hongarije in 2008 beboet was door de Hongaarse mededingingsautoriteit wegens klantmisleiding. Sharpe ontkende dit. Een dag later werd ook bekend dat hij zich had misdragen tijdens zijn atletiekloopbaan (zie hierboven). Sharpe werd door PSV Atletiek – nu Eindhoven Atletiek – geschorst voor een half jaar. Desgevraagd noemde een vertegenwoordiger van de Atletiekunie Sharpe een "halve crimineel". Op 18 november 2010 leverde hij zijn Kamerzetel in. Hij werd opgevolgd door Ino van den Besselaar, nummer 25 op de PVV lijst.
Na door het programma PowNews en Geenstijl.nl onder andere als "pornobaron" bestempeld te zijn, diende Sharpe twee klachten in bij de Raad voor de Journalistiek. In januari 2011 werd Sharpe door deze raad in het gelijk gesteld. Naar aanleiding van het gebruik van het woord "pornobaron" door "Sp!ts" (en de weigering dit te rectificeren) stapte Sharpe naar de rechter. Nadat hij door de rechter in eerste aanleg in het gelijk was gesteld, werd dit vonnis in hoger beroep vernietigd. Het gerechtshof oordeelde dat "de kwalificaties 'pornobaron' en 'koning van de online porno' voldoende steun vinden in de feiten".
Sharpes laatste politieke daad was om op 18 november 2010 mee te stemmen met de PVV fractie vóór de btw-verhoging voor podiumkunsten, waarmee hij het Kabinet-Rutte I aan de vereiste parlementaire meerderheid hielp. Op 1 februari 2011 berichtten de media dat Sharpe een terugkeer in de Kamer niet uitsloot. Hij zou Kamerlid Roland van Vliet gaan opvolgen, die kandidaat-gedeputeerde voor de provincie Limburg is. Later bleek dit van de baan te zijn, aangezien Van Vliet toch niet beschikbaar was als gedeputeerde en lid van de Tweede Kamer bleef.
- Nationale Bibliotheek van Letland: 000033262
- Parlement.com: vifycaed7rwh